# Sjöbosjön, Halland
Sjöbosjön är en sjö i Hylte kommun i Halland och ingår i Suseåns huvudavrinningsområde.